# Erwin Koeman
Erwin Koeman, född 20 september 1961 i Zaandam, Nederländerna, är en fotbollsspelare och tränare. Från 2014 är han assisterande tränare i Southampton FC där hans yngre bror Ronald Koeman var förstetränare. 
Koeman spelade som mittfältare i det nederländska landslag som blev Europamästare 1988. Han var även med i VM 1990. Totalt spelade Erwin Koeman 31 landskamper (2 mål) mellan 1983 och 1994. På klubblagsnivå blev han belgisk ligamästare med KV Mechelen 1989 samt holländsk dito med PSV Eindhoven 1991 och 1992. Han avslutade spelarkarriären i FC Groningen 1998 och tog över som ungdomstränare i PSV. I oktober 2001 blev han assisterande tränare under Eric Gerets innan han säsongen 2004/05 fick ansvaret som huvudtränare i RKC Waalwijk. Säsongerna 2005/06 och 2006/2007 tillbringade han som tränare i Feyenoord och lyckades första säsongen erövra en bronsplats, för att sin andra säsong komma sjua. Han tillkännagav sin avgång i klubben den 3 maj 2007 och tog den 1 maj det efterföljande året över Ungern.
Från 2016 är han assisterande tränare i Everton, även där är hans bror, Ronald Koeman, förstetränare.